# Jaromír Geršl
Jaromír Geršl (* 7. února 1967 v Moravské Třebové) je bývalý československý a český basketbalista, poté i trenér.
Hrál basketbal za kluby Slavia VŠ Praha, BC Sparta Praha a BK Děčín, celkem 16 sezón v nejvyšší domácí soutěži. Jako hráč reprezentoval Československo a Českou republiku, celkem za reprezentaci odehrál 15 zápasů.
Po skončení hráčské kariéry vykonává od roku 2003 funkci trenéra u týmů mužů a dorostenců Sparty Praha a 6 let byl asistentem trenéra reprezentačního družstva České republiky do 20 let.

## Sportovní kariéra

### Hráčská
- kluby:
- 1986-1992 Slavia VŠ Praha
- 1992-1997 Sparta Praha (1993 vicemistr, 1994 3. místo), celkem 5 sezon a 2126 bodů
- 1997-2002: BK Děčín
- FIBA Pohár Korač: účast v 5 ročnících soutěže 1992/93 (Sparta doma porazila Fenerbahce Istanbul 96-87), 1993/94, 1994/95, 1995/96, 1996/97, celkem 137 bodů v 18 zápasech
- Československo a Česká republika: 4x reprezentoval Československo a 11x Českou republiku

### Trenérská
- klub :
- 2002/2003 BC Sparta Praha, asistent trenéra, liga muži (NBL)
- 2004-2006 BC Sparta Praha, trenér, liga muži (NBL)
- od 2007 BA Sparta Praha, trenér 1. liga muži
- Česká republika
- 2006-2012 asistent trenéra reprezentace mužů do 20 let (U20), s účastí na Mistrovství Evropy U20: divize A: 2010 Chorvatsko (16. místo), divize B: 2006 Lisabon (5.), 2007 Varšava (13.), 2008 Rumunsko (9.), 2009 Makedonie (2. místo, postup do divize A), 2011 Bosna (3.), 2012 Bulharsko (2.)